# Artematopus canicept
Artematopus canicept is een keversoort uit de familie Artematopodidae. De wetenschappelijke naam van de soort is voor het eerst geldig gepubliceerd in 1866 door Kirsch.